# Guts (Berserk)
Guts (ガッツ, Gattsu) é um personagem fictício criado por Kentaro Miura como o protagonista do mangá de fantasia sombria Berserk e suas subsequentes adaptações. Ele foi introduzido no primeiro capítulo da obra intitulado Espadachim Negro (黒い剣士, Kuroi Kenshi), a mesma alcunha dada ao personagem. Guts é um mercenário que luta desde a infância. Nascido no momento em que sua mãe foi enforcada, ele foi adotado pela prostituta Shisu e depois criado pelo líder abusivo de seu primeiro bando, Gambino, até se juntar ao Bando do Falcão comandado por Griffith. Como membro do Bando do Falcão, Guts consegue criar laços de amizade com seus novos companheiros e desenvolve uma relação romântica com a única mulher do grupo, Caska. Tudo muda quando Griffith sacrifica seus soldados para se tornar um rei demônio, levando Guts a jurar vingança e assim adotando uma nova vida de caçar monstros. Em sua busca por Griffith e os outros demônios que compõem o grupo Mão de Deus, Guts inicialmente é movido por uma extrema fúria que é intensificada quando ele encontra a amaldiçoada Armadura Berserk mas eventualmente se vê obrigado a enxergar a realidade de forma diferente e permitir que outras pessoas se aproximem dele mais uma vez.
Guts é retratado como um herói byroniano, um arquétipo de personagem que vai contra os padrões morais normalmente aceitos mas que também é capaz de gerar grande simpatia. Por conta de sua infância e adolescência amarguradas, e também pelos inimigos sobrenaturais que enfrenta, suas atitudes costumam ser anti-heróicas e em certos momentos beiram ao vilanesco, mas sempre acompanhadas de grande conflito psicológico. Guts é um homem atormentado pela causalidade gerada pelos Mão de Deus, fadado a lutar contra aqueles que controlam o destino da humanidade e contra sua própria escuridão interior. Apesar de todas as dificuldades que enfrenta, Guts estima o fato de ser humano e nunca se deixa cair nas tentações de se tornar um demônio assim como fez Griffith.
Desde sua estreia em 1989, Guts cresceu em popularidade no meio animangá graças às vendas e a incrível recepção de Berserk. Ao longo dos anos ele veio a ser adaptado em anime, filmes e jogos. Suas críticas são extremamente positivas com muitos o descrevendo como um dos personagens de mangá mais bem escritos já criados. A aparência e o maneirismo de Guts são creditados por popularizar o modelo de personagem do espadachim com uma espada gigante que apareceria continuamente em várias mídias. Sua confirmada influência em outros personagens é sentida diretamente em inúmeros trabalhos como as séries Souls, Final Fantasy e Drakengard de jogos eletrônicos, os mangás Attack on Titan, Black Clover e Blue Exorcist, e o show de televisão Castlevania.

## Criação e concepção
Aos 18 anos de idade, Kentaro Miura trabalhava como assistente de mangaká e já tinha algumas ideias planejadas para o que eventualmente se tornaria Berserk. Dentre os desenhos em seu portfólio estava o de um guerreiro sombrio carregando uma espada gigantesca, o primeiro rascunho de Guts. Miura revela que a inspiração para esse espadachim veio de Pygmalio, por Shinji Wada, e de um spin-off de Guin Saga, por Kaoru Kurimoto. Em Pygmalio o protagonista manuseia uma espada longa enquanto em Guin Saga havia um gigante empunhando uma espada enorme; a ideia de Miura foi criar algo no meio termo, uma lâmina grande o suficiente para dar uma sensação viril e violenta mas que ainda pudesse ser carregada por um homem. Antes de definir o design medieval da espada, o autor ponderou fazê-la como uma katana e até daria longos cabelos a Guts para combinar com a aparência de samurai. Anos mais tarde, em 1988, enquanto trabalhava na editora Hakusensha ele publicou o one-shot Berserk: The Prototype na revista Gekkan ComiComi. Nessa história o espadachim de Miura já se chamava Guts e era acompanhado por outro personagem que permaneceria na obra final, o elfo Puck. Essa versão inicial de Guts usava um tapa-olho por cima do olho direito, era um pouco mais arrogante e suas armas tinham um design com pequenas diferenças como a sua besta não ser encaixável em seu braço mecânico.
Berserk foi publicado um anos depois, em agosto de 1989. Kentaro Miura revelou não ter planejado tanto a narrativa e por isso Berserk seria uma história sobre a raiva de Guts enquanto ele caçava demônios. Quando parou para pensar o que poderia ter desencadeado tamanha raiva, Miura projetou a traição de Griffith, o então melhor amigo de Guts, que levou às mortes dos outros membros do Bando do Falcão. A relação entre Guts, Griffith e o restante do Bando do Falcão foi descrita pelo autor como semelhante a sua amizade com seus amigos da escola:
| “ | ... Eu não sei como são relacionamentos entre garotos nestes dias, mas voltando aos anos oitenta, garotos eram bem obcecados em assuntos como quão bons seus amigos eram nas coisas, quão alto eram os seus ranks em comparação aos seus amigos, etc. Para garotos, amizade não era sobre consolar um ao outro, às vezes você até tentava derrubá-los. Mas se separar desses mesmos amigos era sinônimo de admitir derrota e vocês se ajudam sim quando encontram um objetivo em comum. É daí de onde veio o Bando do Falcão. | ” |

Apesar de toda a ferocidade de Guts remeter aos guerreiros nórdicos berserkers, Kentaro Miura afirmou que não conhecia todo o significado por trás da palavra quando nomeou seu mangá e que escolheu "berserk" por conta do tom misterioso e diferente que ela tinha no Japão na década de 80. Na verdade, a inspiração direta de Guts é Max Rockatansky, protagonista da série de filmes Mad Max. Miura afirma que a imagem de Max como um "herói sombrio que está queimando por vingança e que derrama sua raiva sobre inimigos subjugados" o fazia pensar na palavra "berserk" e por isso a escolheu como título. Futuramente, Miura veio a conhecer a história dos guerreiros e a tomou como referência para criar a Armadura Berserk que Guts passou a vestir para enfrentar inimigos mais poderosos. Assim como os berserkers lutavam em um estado frenético de fúria pelo efeito de cogumelos, álcool e outras drogas, a armadura deixa Guts descontrolado e entorpecido. O antebraço protético de Guts surgiu com base nos protagonistas de Dororo e Cobra que também usam próteses.
Mesmo com toda a violência mostrada em seu mangá, Miura também cita obras do gênero Shōjo, focado em jovens meninas, como uma grande inspiração no desenvolvimento psicológico de seus personagens, tais como os animes de Versailles no Bara e Kaze to Ki no Uta. Para ele foi um importante estudo afim de formar cada vez mais a personalidade de Guts. Tendo isso em mente, Miura criou muitos de seus personagens a fim de ressaltar os vários lados de Guts: para Griffith ele seria um rival, para Isidro seria um irmão mais velho, para Farnese seria como o fundador de uma religião. Miura afirma que mostrar um personagem em suas diferentes facetas o torna real.
Com a morte do autor Kentaro Miura em maio de 2021 antes que ele pudesse ter encerrado o mangá, Berserk e a história de Guts entraram em um hiato. Seus assistentes discutiram se continuariam ou não de onde seu mestre parou. Em junho de 2022 foi anunciado que o autor Koji Mori, amigo de longa data de Miura, continuaria a narrativa de Berserk enquanto os assistentes ficariam encarregados do desenho.

## Caracterização

### Aparência
Guts é construído de forma a passar uma primeira impressão de brutalidade. Ele é alto, com cabelo preto curto e musculoso. Seu corpo é coberto de cicatrizes, sem o olho esquerdo e uma prótese no lugar do antebraço direito, ambos perdidos durante o ritual do Eclipse. Ele usa uma capa maltrapilha preta e quase sempre está vestindo uma armadura de combate que depois é substituída pela Armadura Berserk. Após começar a usá-la, um tufo de seu cabelo esbranquece por razões desconhecidas, presumidamente pelo estresse corporal que a armadura trás. Guts luta de forma violenta e, apesar de ser um grande estrategista, usa de qualquer meio necessário para vencer.

### Personalidade
Sua personalidade é um tanto cínica. Guts tende a não confiar nas pessoas no início de qualquer relação e enxerga a vida com uma perspectiva sombria, consequência das sucessivas traições e abusos que ele sofreu. Um caso de agressão sexual pelo mercenário Donovan lhe causou uma aversão a contato físico que perdurou por anos, sendo finalmente superada quando Guts se envolveu romanticamente com Caska. Apesar de seu exterior fechado e reservado, ele é compassivo e bem sociável com quem conquista sua confiança. Ele desafia regras e dogmas, afrontando líderes e instituições quando se põem em seu caminho, mas não procura problemas desnecessários. Guts é um personagem de profunda autorreflexão e procura sentido para sua vida. Em sua infância e adolescência ele buscava validação daqueles que respeitava, mesmo que isso significasse matar em nome deles. É somente ao conhecer Griffith que Guts começa a questionar suas motivações e sonhos, buscando ser alguém que pudesse estar lado a lado de seu antigo amigo ao invés de um mero soldado. Sua paixão pela espada é consolidada durante uma jornada de autodescobrimento, apesar de que sua vontade era poder batalhar para testar sua própria força e não se envolver em conflitos.
Guts se tornou amargo e vingativo após o Eclipse, não querendo nada além de caçar qualquer apóstolo que cruzasse seu caminho e, mais importante, matar Griffith e os Mão de Deus. Durante um período de aproximadamente dois anos ele age de forma extremamente hostil e egoísta, indiferente para com o sofrimento de outras pessoas e odiando aqueles que ele mesmo julgasse como fracos. Esse comportamento, entretanto, nascia do medo de criar novos laços emocionais e perdê-los mais uma vez. Foi graças à insistência do elfo Puck que Guts começou a se abrir novamente para as pessoas. De início ele somente permitia que outros o seguissem pois era conveniente ter quem o ajudasse em certas tarefas e combates, mas eventualmente passa a apreciar seus novos companheiros e se encontra grato por ter formado um bando para chamar de seu. Contudo, mesmo passando por inúmeras mudanças Guts é continuamente atormentado por sua raiva interior e sempre foge das tentações de se entregar à malícia do mundo e se tornar um demônio. Seu grande desejo de vingança e outros sentimentos negativos se manifestam em sua mente no formato de uma criatura canina com olhos vermelhos chamada Fera da Escuridão (闇の獣, Yami no Kemono). A Fera representa sua dificuldade de superar seus traumas do passado e tenta tomar conta da mente de Guts em momentos de desespero. Espíritos menores costumam ler os pensamentos de Guts e assumem a forma da Fera para importuna-lo.
Acima de tudo, Guts representa perseverança e resiliência. Através de todas as tribulações ele nunca se entrega ao fluxo de causa e efeito que governa a humanidade, provocado pelos Mãos de Deus. Ele abomina a ideia de destino e embora não acredite em nenhuma divindade superior, gostaria de ser deixado em paz caso alguma exista. Para Guts suas ações são de sua própria vontade e interesse, não por obra de outra pessoa. Sua alma está destinada ao inferno graças ao Estigma do Sacrifício (生贄の焼印, Ikenie no Yakīn) que foi marcado em seu pescoço durante a cerimônia do Eclipse, mas Guts busca uma forma de fugir dessa perdição. O Estigma também atrai entidades malevolentes e sangra na presença de apóstolos e dos Mão de Deus.

### Poderes e habilidades

Guts tomado pela Armadura Berserk.

Guts é, antes de tudo, um espadachim. Devido às condições extremas de seu crescimento ele não costuma se sentir confortável sem uma espada por perto. Ele é proeficiente no uso de lâminas enormes pois foi obrigado a usar armas de adultos quando era criança e desde então optou por manter assim, o que também resultou em sua imensa força física. Após o Eclipse, Guts recebeu do ferreiro Godot a Matadora de Dragões (ドラゴンころし, Doragon Koroshi), seu característico montante. Devido ao seu tamanho e peso, a Matadora de Dragões é descrita como sendo mais um pedaço de ferro gigantesco que rasga e esmaga seus inimigos quando balançado. Após ter tido contato com o sangue maligno de inúmeros monstros e Apóstolos, ela reteve resquícios de energia malevolente e se tornou capaz de ferir seres astrais como espectros e os Mãos de Deus. Outro utensílio no arsenal de Guts é seu braço esquerdo mecânico desenvolvido por Rickert. O braço por si só é capaz de exercer grandes forças e também possui uma mão dobrável que revela um poderoso canhão à corda. Além disso, é possível acoplar nele uma besta repetidora que dispara flechas via manivela. Guts ainda carrega consigo bombas em miniatura, bem como um conjunto de facas de arremesso que ele recebeu de Judeau.
O último recurso de Guts em batalha é a Armadura Berserk que ele recebeu de Flora. Esse escuro e amaldiçoado traje corporal é altamente durável e garante imensa força e agilidade ao anular os mecanismos fisiológicos que impedem o corpo humano de usar força suficiente para se danificar. Além disso, quando uma lesão debilitante, como um osso quebrado, é sofrida, a armadura estende pontas de metal profundamente na carne do usuário, reconstruindo à força o membro ferido enquanto causa perda significativa de sangue ao fazê-lo. O uso prolongado da Armadura Berserk prejudicou a saúde de Guts de forma permanente. Ela ainda invoca uma enorme sede de sangue no usuário, amplificando emoções negativas como ódio, medo e raiva que permitem ao usuário lutar mais. Combinado com a própria turbulência interna de Guts, a influência da Armadura Berserk o coloca em um estado de fúria incapaz de distinguir amigos de inimigos. As forças sombrias da armadura se manifestam no formato da Fera da Escuridão; o elmo se remodela sozinho para a forma de cabeça de lobo da Fera sempre que está prestes a assumir o controle de Guts. Ele só é capaz de retomar a consciência com a ajuda de projeções astrais, usualmente feitas por Schierke.

## Aparições

### Berserk
Guts é introduzido como um guerreiro conhecido pela alcunha de Espadachim Negro. Ele viaja incessantemente pelo reino de Midland caçando demônios chamados de apóstolos enquanto tenta invocar o quintunvirato da soberania demoníaca, os Mãos de Deus. Guts nasceu do cadáver de sua mãe enforcada em uma árvore, deixado para morrer em uma poça de lama e sangue. Foi encontrado e criado por Shisu, uma prostituta do grupo de mercenários de Gambino. Ela faleceu quando Guts tinha três anos, deixando-o sobe a tutela de Gambino com quem aprendeu a manusear uma espada. Guts enxergava Gambino como uma figura paterna, porém o sentimento não era correspondido. Gambino gostava de humilhar Guts, considerava as circunstâncias de seu nascimento um mau agouro e até mesmo permitiu que um de seus lacaios estuprasse o garoto em troca de algumas moedas. Quando Gambino perdeu uma perna em batalha sua mente começou a deteriorar pela noção de que Guts é a fonte de seu infortúnio. Ele o atacou e Guts, desorientado, se viu forçado a matá-lo em autodefesa. Agora um fugitivo de seu antigo bando, Guts começou uma vida solitária servindo outros mercenários. Em sua adolescência ele teria seu primeiro encontro com o sobrenatural enquanto estava encarcerado após uma batalha. Dentro de sua cela ele conhece Chitch, o espírito de uma flor solitária que trata seus ferimentos.
Guts logo chamou a atenção de Griffith, o jovem líder do Bando do Falcão, e passa a serví-lo após perder um duelo. Dentro do bando ele forma laços de camaradagem com outros soldados, uma forte amizade com seu novo comandante e uma relação conturbada com Caska, a segunda no comando. Os Falcões servem o rei de Midland e assim ascendem socialmente. Em um encontro fatídico com o monstruoso Nosferatu Zodd, Guts recebe um alerta de que Griffith carrega um item conhecido como Behelit que resultará em sua ruína. Ele, entretanto, se mantém fiel ao seu líder e até mesmo assassina seus adversários políticos. É somente ao escutar Griffith dizendo que um amigo de verdade é alguém que tem um sonho próprio que Guts decide deixar o bando para buscar sentido em sua vida. Durante seu tempo sozinho ele conhece o ferreiro Godot e é visitado pelo Cavaleiro Caveira que o adverte a respeito de um futuro eclipse. Guts retorna ao Falcões após um ano e descobre que Griffith agora é prisioneiro do rei de Midland. Ele e Caska resolvem suas diferenças, proclamando paixão um pelo outro, e guiam seus companheiros até a libertação de Griffith. Contudo, o Behelit se ativa começando a cerimônia do Eclipse onde os Mão de Deus convocam Griffith para ser seu quinto membro. Ele aceita e assim sacrifica seus soldados para os apóstolos demoníacos no processo de obter divindade. Guts perde seu olho direito e o antebraço esquerdo lutando contra os demônios e Caska é violada por Griffith, mas ambos são salvos pelo Cavaleiro Caveira e levados à caverna de Godot. Guts deixa Caska, agora com sua mente fragmentada, sobe os cuidados do ferreiro e parte para se vingar de toda a raça demoníaca.
Guts passa os próximos dois anos descarregando sua fúria em apóstolos e sendo atormentado pela Criança Demônio, o bebê que ele teria com Caska mas que foi contaminado pela violação de Griffith. Em um de seus confrontos ele conhece o elfo Puck que resolve se tornar seu parceiro de viagem e curandeiro. Após causar mais destruição ao longo de seu caminho, Guts também se torna alvo dos Cavaleiros da Corrente de Ferro Sagrada, comandados por Farnese e seu acompanhante Serpico. Quando Caska acidentalmente se perde, Guts a persegue até a cidade de Albion onde ganha a admiração do garoto Isidro. Após ser advertido pelo Cavaleiro Caveira sobre os perigos que o aguardam, Guts e seus companheiros se veem no meio de um alvoroço entre os Cavaleiros da Corrente de Ferro Sagrada e cultistas locais. Ao fim do dia ele percebe que o massacre generalizado em Albion foi um ritual para reencarnar Griffith no mundo humano. Dessa vez, entretanto, Guts deixa sua vingança de lado e vai embora com Caska e Puck. Griffith por outro lado provoca a destruição da caverna de Godot levando Puck a guiá-los até Elfhelm, terra dos elfos onde Caska poderia restaurar seu psicológico. Ao longo do trajeto Guts permite que Isidro, Farnese e Serpico se juntem a ele para aumentar a segurança de Caska e o grupo chega em uma floresta mágica onde um conflito contra os lacaios de Griffith culmina com a bruxa Flora entregando a Armadura Berserk a Guts e também deixando sua aluna Schierke com ele.
O Grupo do Espadachim Negro chega ao porto de Vritannis em busca de um barco para viajarem até a ilha de Skellig onde fica Elfhelm. Percebendo que o local seria palco de uma guerra entre Griffith e o império Kushan, Guts é obrigado a formar uma aliança com Zodd para manter seus companheiros a salvo até finalmente zarpar na embarcação do capitão Roderick. Após o breve encontro com um monstro marinho chamado de Deus do Mar, eles finalmente chegam em Elfhelm onde Caska é tratada pela rainha dos elfos Danan. Contudo, Guts é incapaz de vê-la já que olhar para ele traz de volta o trauma que ela sofreu.

### Em outras mídias
Além das adaptações televisivas e cinematográficas, Guts também aparece nos três jogos eletrônicos da franquia. O título Berserk Millennium Falcon Arc: Chapter of the Flowers of Oblivion (ベルセルク 千年帝国の鷹篇 喪失花の章, Beruseruku Sennen Teikoku No Taka Hen Wasurebana no Shō), lançado fora do Japão como Sword of the Berserk: Guts' Rage, apresenta uma história original que se passa entre os volumes 22 e 23 do mangá, com Guts, Caska e Puck ajudando o povoado de uma pequena cidade a enfrentar uma infestação de mandragoras. Já a sequência Berserk: Millennium Falcon Hen Seima Senki no Shō segue o enredo do arco Falcão Milenário do mangá. O último jogo foi Berserk and the Band of the Hawk, chamado no Japão de Berserk Musou (ベルセルク無双, Beruseruku Musō). Ele é uma colaboração de Kentaro Miura com a publicadora Koei Tecmo como um spin-off da franquia Dynasty Warriors da Koei. O jogo cobre a história dos quatro arcos já finalizados de Berserk, deixando de lado somente o inacabado arco Fantasia.
Fora de sua própria série, Guts apareceu como personagem convidado e jogável no jogo mobile Shin Megami Tensei Liberation Dx2 com seu design 3D criado no anime de 2016. Sua armadura de guerra utilizada durante o arco da Era de Ouro foi implementado no jogo Dragon's Dogma como vestimenta para o personagem customizável do jogador, enquanto a Armadura Berserk se tornou equipável para a classe bárbaro em Diablo IV. Guts aparece no jogo de cartas colecionáveis de Berserk desenvolvido pela Konami. Também aparece em máquinas pachinko que já incluíram animação original feita em CGI. A banda finlandesa de heavy metal Battle Beast é fã de Berserk e já escreveu muitas músicas sobre o mangá e sobre Guts, como "Victory" e "The Band Of The Hawk". Ele ainda aparece no clipe da música "Zavali Ebalo" da banda russa de deathcore russa Slaughter to Prevail. O clipe é inteiramente composto por cenas do primeiro anime da franquia.

## Recepção

Quadro de Guts e uma réplica em tamanho real da sua Matadora de Dragões dentro da exposição Large Berserk Exhibition: Kentaro Miura's 32 Years of Artistry realizada em 2021. O evento celebraria os 30 anos da obra mas se tornou uma comemoração póstuma à carreira de Kentaro Miura após sua morte.

### Popularidade e críticas
A caracterização de Guts foi assunto de críticas e estudos. A narrativa do personagem é apontada como uma abordagem de relações humanas, tais como amizade, companheirismo, traição e vingança. De acordo com o canal SyFy, a luta de Guts é contra o próprio destino e a ideia de pré-determinismo. Críticos ressaltaram que no começo da história Guts é um anti-herói que não se importa em matar e é indiferente para com as pessoas que o ajudam. Ele não agia de acordo com os conceitos de certo ou errado, mas operava em uma área cinzenta sem tentar proteger ninguém. Contudo, a história avança e retrata seus enormes conflitos internos, dando a ele uma notável profundidade. Seu passado trágico e traumático, revelado no arco Era de Ouro, o transformaram em um personagem muito mais complexo.
O portal de entretenimento IGN posicionou Guts em 22.º lugar de sua lista Top 25 Personagens de Anime, afirmando que o que torna o personagem grandioso é seu lado pensativo. Ele apareceu na edição de 1998 do prêmio anual Anime Grand Prix, realizado pela revista Animage, na categoria "Personagem Masculino Favorito" onde esteve em décimo segundo lugar. Já o site de notícias de quadrinhos Comic Book Resources nomeou Guts como o espadachim mais icônico em animes, dizendo que o "crescimento orgânico do personagem lhe garante o primeiro lugar ainda que sua popularidade venha pelo mangá". Em uma outra matéria, o site afirmou que Guts é a quinta razão que torna Berserk um dos melhores mangás já feitos por ser um protagonista com várias camadas e verdadeiramente inspirador. Guts ainda é elogiado em listas por outros traços de seu personagem. Ele ficou em primeiro lugar nos "7 Heróis Musculosos" feito pelo Anime News Network, onde o escritor do site explica sua posição graças à evolução de sua força desde a infância até receber sua Matadora de Dragões. O mesmo site colocou seu romance com Caska em segundo lugar no artigo "7 Casais Que Fazem Amor e Guerra" dando ênfase em como a relação dos dois se desenvolve nas batalhas que travaram juntos. Guts é destaque em diversos rankings feitos pela produtora canadense WatchMojo. Ele aparece em primeiro lugar como o personagem de anime com passado mais trágico, e em nono lugar dentre os dez melhores espadachins em anime. Sua primeira luta contra Griffith foi classificada pela plataforma como a terceira melhor luta de espadas em anime enquanto seu primeiro confronto contra Zodd foi dito sendo a melhor batalha de homem contra monstro.

### Impacto cultural
A vasta influência de Berserk em outros trabalhos fictícios se estende para o impacto que Guts teve sobre a criação de outros personagens. De forma geral, ele recebe créditos por ter popularizado a moda de guerreiros com espadas gigantes que se tornaria um arquétipo no entretenimento japonês e seria visto em Cloud Strife de Final Fantasy VII, Ichigo Kurosaki de Bleach, dentre outros. Yūki Tabata, autor de Black Clover, já declarou que buscava criar algo como uma "versão shōnen" de Berserk em seu mangá e tirou inúmeras influências de Kentaro Miura. Guts serviu como base para o protagonista Asta que também carrega uma espada gigante. Kazue Kato, autor de Blue Exorcist, afirma que se inspirou no triângulo amoroso entre Guts, Caska e Griffith para criar relacionamentos entre os personagens de seu mangá. Hajime Isayama, criador de Attack on Titan, se inspirou nas tribulações e no desespero sofridos por Guts para moldar seu mundo e seus personagens. A série animada Castlevania da Netflix é fortemente influenciada por Berserk. O estúdio de animação por trás do programa, a Powerhouse Animation, apontou especificamente que se inspirou nas lutas de Guts para criar uma cena de batalha na quarta temporada onde a personagem Striga veste uma armadura e utiliza uma larga espada para enfrentar um exército inimigo.
A franquia de jogos eletrônicos Souls desenvolvida por Hidetaka Miyazaki também possui inúmeras referências a Berserk. O design de Guts com a Armadura Berserk em especial foi tomado como orientação na concepção de chefões como Artorias em Dark Souls. Os próprios fãs recriam o estilo de combate de Guts e até mesmo já fizeram mods para replicar sua aparência dentro do jogo. De modo semelhante, a franquia Final Fantasy também credita a aparência de Guts como grande influência para o surgimento de muitos personagens. O diretor Naoki Yoshida aponta que o equipamento usado pela classe Cavaleiro Negro de Final Fantasy XIV é baseado diretamente em Guts. Após a morte de Kentaro Miura, jogadores de Final Fantasy XIV homenagearam o autor vestindo seus avatares com a vestimenta de Cavaleiro Negro e formando uma longa fila para prestar condolências. O protagonista Caim do primeiro Drakengard também é baseado no personagem de Guts, com Caim recebendo o codinome de "Guts" durante o desenvolvimento do jogo.
Guts é referenciado por artistas, canais e criadores de conteúdo na internet. Jim Lee, desenhista e co-editor da DC Comics, já se mostrou fã do personagem e publicou um desenho como homenagem. O ilustrador da Marvel Ryan Stegman também publicou uma arte própria de Guts. O grupo de entretenimento online Rooster Teeth, em seu show Death Battle, colocou Guts em uma luta até a morte contra Nightmare, do jogo Soulcalibur, onde Guts foi vitorioso. A mesma empresa também apresentou Guts enfrentando Cloud Strife de Final Fantasy VII no quadro DBX porém Guts foi derrotado dessa vez. Um grupo de ferreiros da websérie Man At Arms: Reforged recriou a grande espada utilizada por Guts durante o Arco da Era de Ouro.